# Thomas B. Fletcher

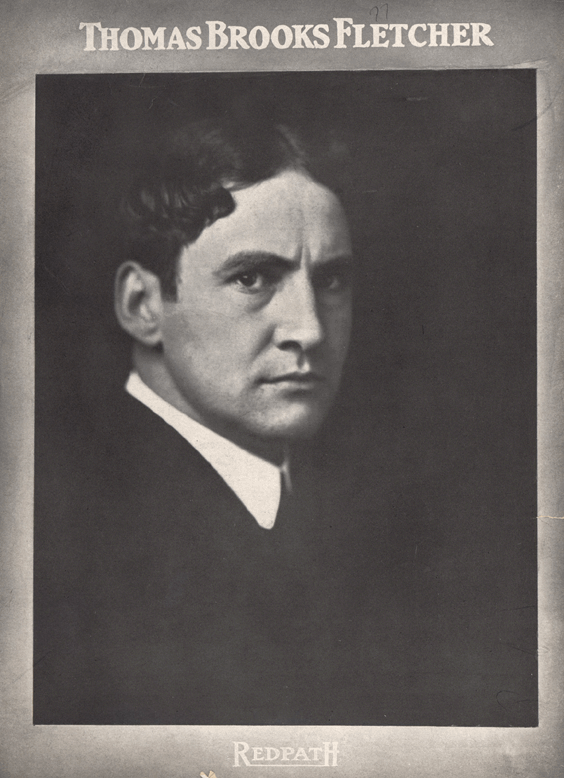
Thomas B. Fletcher (1910)

Thomas Brooks Fletcher (* 10. Oktober 1879 in Mechanicstown, Carroll County, Ohio; † 1. Juli 1945 in Washington, D.C.) war ein US-amerikanischer Politiker. Zwischen 1925 und 1929 sowie nochmals von 1933 bis 1939 vertrat er den Bundesstaat Ohio im US-Repräsentantenhaus.

## Werdegang
Thomas Fletcher besuchte die öffentlichen Schulen seiner Heimat, eine Privatschule in Augusta, die Richard School of Dramatic Art in Cleveland und das Mount Union College in Alliance, das er im Jahr 1900 absolvierte. Danach arbeitete er bis 1922 bei verschiedenen Zeitungen in Ohio als Angestellter, Herausgeber und Verleger. Politisch schloss er sich der Demokratischen Partei an.
Bei den Kongresswahlen des Jahres 1924 wurde Fletcher im achten Wahlbezirk von Ohio in das US-Repräsentantenhaus in Washington gewählt, wo er am 4. März 1925 die Nachfolge des Republikaners R. Clint Cole antrat. Nach einer Wiederwahl konnte er bis zum 3. März 1929 zwei Legislaturperioden im Kongress absolvieren. Im Jahr 1928 unterlag er dem Republikaner Grant E. Mouser. Bei den Wahlen des Jahres 1932 wurde Fletcher erneut im achten Distrikt seines Staates in den Kongress gewählt, wo er am 4. März 1933 Mouser wieder ablöste. Nach zwei Wiederwahlen konnte er bis zum 3. Januar 1939 drei weitere Amtszeiten im US-Repräsentantenhaus verbringen. Von 1935 bis 1939 war er Vorsitzender des Wahlausschusses Committee on Election of President, Vice President, and Representatives; seit 1937 leitete er zusätzlich noch das Committee on the Census. Seit 1933 wurden im Kongress viele der New-Deal-Gesetze der Bundesregierung unter Präsident Franklin D. Roosevelt verabschiedet. Im Jahr 1935 wurden erstmals die Bestimmungen des 20. Verfassungszusatzes angewendet, wonach die Legislaturperiode des Kongresses jeweils am 3. Januar endet bzw. beginnt.
Im Jahr 1938 wurde Fletcher nicht wiedergewählt. Nach dem Ende seiner Zeit im US-Repräsentantenhaus hielt er Vorträge und engagierte sich in der Chautauquabewegung. 1942 strebte er erfolglos seine Rückkehr in den Kongress an. Er starb am 1. Juli 1945 in Washington und wurde in seinem Geburtsort Mechanicstown beigesetzt.